# Nombre 199
El nombre 199 (CXCIX) és el nombre natural que segueix el nombre 198 i precedeix el nombre 200.
La seva representació binària és 11000111, la representació octal 307 i l'hexadecimal C7.
És un nombre primer; altres factoritzacions són 1×199. És un nombre de Lucas.
Es pot representar com a la suma de tres nombres primers consecutius: 61 + 67 + 71 = 199.